# Identità e Democrazia
Identità e Democrazia (in inglese Identity and Democracy, in francese Identité et démocratie, ID) è stato un gruppo politico sovranista di destra ed estrema destra del Parlamento europeo, costituito in seguito alle elezioni europee del 2019 come successore del gruppo fondato nel 2015 Europa delle Nazioni e della Libertà. Molti dei partiti che lo compongono erano al contempo membri del partito europeo Identità e Democrazia.
I due partiti con più eurodeputati all'interno del gruppo erano la Lega e il Rassemblement National.

## Storia
Il 12 giugno 2019 fu annunciato che il gruppo politico successore a Europa delle Nazioni e delle Libertà in Eurocamera si sarebbe chiamato "Identità e Democrazia" e avrebbe incluso partiti come la Lega per Salvini Premier (Italia), Rassemblement National (Francia) e Alternativa per la Germania (Germania).
Il 13 giugno 2019 il gruppo, composto da 73 europarlamentari, fu lanciato a Bruxelles da Marine Le Pen. Il leghista Marco Zanni fu nominato Presidente. L'eurodeputato tedesco dell'AfD e Vicepresidente del gruppo Jörg Meuthen dichiarò dopo la fondazione ufficiale del gruppo: "Siamo venuti qui per essere una spina nel fianco degli eurocrati. […] Siamo mossi dall'idea di un'Europa delle madrepatrie, in cui le peculiarità nazionali, regionali e culturali sono rispettate e difese".
Il 1º febbraio 2020, in seguito alla ridistribuzione parziale dei seggi del Regno Unito dopo la Brexit, il gruppo ID acquisì tre nuovi membri: Vincenzo Sofo della Lega, Jean-Lin Lacapelle del Rassemblement National e Marcel de Graaff, unico eurodeputato del Partito per la Libertà olandese.
Il 9 ottobre 2020 il leghista Andrea Caroppo abbandonò il gruppo per unirsi ai non iscritti. La Lega perse in questo modo il primato di singolo partito più rappresentato al Parlamento europeo a pari merito con la tedesca CDU-CSU. Vincenzo Sofo aderì invece a Fratelli d’Italia nel febbraio 2021 in seguito alla partecipazione della Lega al Governo Draghi, passando al Gruppo ECR. Nel 2022 tre eurodeputati eletti nella lista del Rassemblement National passarono al gruppo dei non iscritti aderendo al partito nazionale Reconquête.
Nel febbraio 2022 i due vicepresidenti del gruppo, Nicolas Bay del Rassemblement National e Jörg Meuthen di Alternative für Deutschland, abbandonano i rispettivi partiti nazionali e contestualmente il gruppo per entrare a far parte dei Non iscritti.
A seguito dell'incontro di estremisti di destra a Potsdam del 2023 il gruppo ID e in particolare il Rassemblement National prese gradualmente le distanze dall'AfD. A maggio 2024 si verificarono altri scandali attorno alla figura del candidato di punta alle imminenti elezioni europee Maximilian Krah nonché Petr Bystron per i loro presunti contatti con Russia e Cina; in una intervista a La Repubblica Krah dichiarò inoltre di non condannare automaticamente come criminale chiunque abbia indossato un'uniforme delle SS. Il Rassemblement National decise a seguito di queste esternazioni di non voler più cooperare con l'AfD nell'ottica di costituire nuovamente un gruppo parlamentare dopo le elezioni. A maggio 2024 il gruppo espulse i membri dell'AfD, con voto contrario dei deputati di FPÖ ed EKRE.
Nel luglio 2024, il Partito Popolare Danese, FPÖ, Vlaams Belang, Chega! e il Partito per la Libertà abbandonano ID per creare un nuovo gruppo politico, chiamato Patrioti per l'Europa, insieme al Fidesz, al Partito Popolare Cristiano Democratico (uscito dal Gruppo PPE), a Vox (prima nel Gruppo ECR) e ad ANO 2011 (precedentemente in Renew Europe). L'8 luglio 2024, anche Lega per Salvini Premier e il Rassemblement National lasciano il gruppo per aderire a Patrioti per l'Europa, mentre il 10 luglio seguente Libertà e Democrazia Diretta annuncia la formazione del gruppo Europa delle Nazioni Sovrane con AfD e altri partiti di estrema destra.

## Obiettivi politici
I principali obiettivi politici del gruppo sono la tutela dell'identità culturale europea e la sovranità delle nazioni europee, scongiurando quella che viene definita una potenziale islamizzazione e opponendosi all'adesione della Turchia all'Unione europea; creazione di posti di lavoro e crescita; potenziamento della sicurezza, blocco dell'immigrazione clandestina, regolamentazione dell'immigrazione legale; stop a una maggiore integrazione europea e maggiore autonomia nelle politiche di spesa, ovvero la possibilità di fare maggiore deficit e debito senza incorrere in penalità da parte della Commissione Europea.

## Composizione
| Paese          | Partito nazionale                                                             | Partito europeo | Partito europeo               | Europarlamentari |
| -------------- | ----------------------------------------------------------------------------- | --------------- | ----------------------------- | ---------------- |
| Austria        | Partito della Libertà Austriaco Freiheitliche Partei Österreichs (FPÖ)        |                 | Partito Identità e Democrazia | 3 / 19           |
| Belgio         | Interesse Fiammingo Vlaams Belang (VB)                                        |                 | Partito Identità e Democrazia | 3 / 21           |
| Danimarca      | Partito Popolare Danese Dansk Folkeparti (DF)                                 |                 | Nessuno                       | 1 / 14           |
| Estonia        | Partito Popolare Conservatore Estone Eesti Konservatiivne Rahvaerakond (EKRE) |                 | Partito Identità e Democrazia | 1 / 7            |
| Francia        | Raggruppamento Nazionale Rassemblement national (RN)                          |                 | Partito Identità e Democrazia | 18 / 79          |
| Italia         | Lega per Salvini Premier                                                      |                 | Partito Identità e Democrazia | 23 / 76          |
| Rep. Ceca      | Libertà e Democrazia Diretta Svoboda a přímá demokracie (SPD)                 |                 | Partito Identità e Democrazia | 1 / 21           |
| Unione europea | Totale                                                                        | Totale          | Totale                        | 50 / 705         |

### Ex membri
| Paese       | Partito nazionale                                             | Europarlamentari |
| ----------- | ------------------------------------------------------------- | ---------------- |
| Germania    | Alternativa per la Germania Alternative für Deutschland (AfD) | 9 / 96           |
| Finlandia   | Veri Finlandesi (PS)                                          | 2 / 13           |
| Paesi Bassi | Partito per la Libertà (PVV)                                  | 1 / 29           |
| Paesi Bassi | Forum per la Democrazia (FvD)                                 | 1 / 29           |

## Struttura

### Presidente
| Presidente | Presidente  | Inizio mandato | Fine mandato  | Paese (Circoscrizione)    | Partito |
| ---------- | ----------- | -------------- | ------------- | ------------------------- | ------- |
|            | Marco Zanni | 2 luglio 2019  | 8 luglio 2024 | Italia (Nord-occidentale) | Lega    |

### Ufficio
Ufficio di presidenza del gruppo durante la IX legislatura del Parlamento europeo.
| Posizione      | Nome            | Paese   | Partito                |
| -------------- | --------------- | ------- | ---------------------- |
| Presidente     | Marco Zanni     | Italia  | Lega                   |
| Vicepresidente | Jordan Bardella | Francia | Rassemblement National |